# Катерина Андрєєва
Катерина Андрєєва (справж. Катерина Андріївна Бахвалова; біл. Кацярына Андрэеўна Бахвалава, біл. Кацярына Андрэева; нар. 2 листопада 1993, Мінськ, Білорусь) — білоруська журналістка, політична ув'язнена.

## Біографія

### Родина
Прадід Катерини Давид Пінхасік (1914—1996), був відомим журналістом, прабабуся Марія Ваганова (1908—?) була першим головним редактором заснованої нею «Поліської правди», а пізніше працювала в «Радянській Білорусі». Дід Катерини Сергій Ваганов, білоруський журналіст, був головним редактором газети «Праця в Білорусі». Батьки — філологи.

### Навчання та професійна діяльність
Початкову освіту Катерина Бахвалова отримала в мінській школі № 19, потім навчалася в гімназії № 23. Після школи вступила до Мінського державного лінгвістичного університету, але на третьому курсі поїхала волонтером в Іспанію, де провела два роки. Після повернення на батьківщину вирішила продовжити сімейну династію і зайнятися журналістикою. Свій шлях розпочала з отримання призового місця на конкурсі «Народний журналіст». Стала писати публіцистику в «Нашій Ниві».
З часом перейшла на телебачення, від 2017 року Катерина співпрацює з телеканалом «Белсат», веде стріми, займається вуличною журналістикою. Через активну професійну позицію неодноразово привертала негативну реакцію влади на виконання своїх професійних обов'язків. Разом з чоловіком Ігорем Ільяшом займалася розслідуваннями корупції серед високопоставлених чиновників і бізнесменів, які висвітлювали тему війни на сході України. У 2020 році вийшла їх спільна книга «Білоруський Донбас», але вже в 2021 році її визнали екстремістською в Білорусі: у книзі висвітлено підсумки багаторічного журналістського розслідування, яке з'ясувало, серед іншого, як білоруські служби та держпідприємства беруть участь у війні на боці сепаратистів.
Катерину вперше затримували у 2017 році в Орші. 12 вересня 2020 року вона була затримана ОМОНом за пряму трансляцію жіночого маршу в Мінську. Її заарештували на 3 діб.

### Кримінальне переслідування
Разом з журналісткою Дар'єю Чульцовою стала фігуранткою кримінальної справи про організацію дій, що грубо порушують громадський порядок, після прямого ефіру з місця жорсткого розгону силовиками людей, які прийшли вшанувати пам'ять убитого Романа Бондаренка, на «Площі Змін» у Мінську 15 листопада 2020 року. Після семи діб адміністративного арешту вона не вийшла на свободу. Катерину перевели в ізолятор в Жодино, де вона перебувала до суду. 24 листопада 2020 року спільною заявою десяти організацій, серед яких Правозахисний центр «Вясна», Білоруська асоціація журналістів, Білоруський Гельсінський комітет, Білоруський ПЕН-центр, була визнана політичною ув'язненою.
18 лютого 2021 року судом Фрунзенського району Мінська (суддя — Наталя Бугук, державний обвинувач — Аліна Касьянчік, слідчий — Ігор Курилович) був оголошений вирок, згідно з яким Катерина Андрєєва отримала 2 роки позбавлення волі в колонії загального режиму.
27 березня 2021 року стало відомо, що у жодинській в'язниці Андрєєва отримала статус схильної до екстремізму за відмову визнати свою провину перед тюремною комісією і була взята під особливий контроль.
23 квітня 2021 року суд міста Мінська залишив чинним вирок.
13 липня 2022 року Андрєєву додатково засудили до 8 років позбавлення волі за звинуваченням у державній зраді.

## Реакція на переслідування

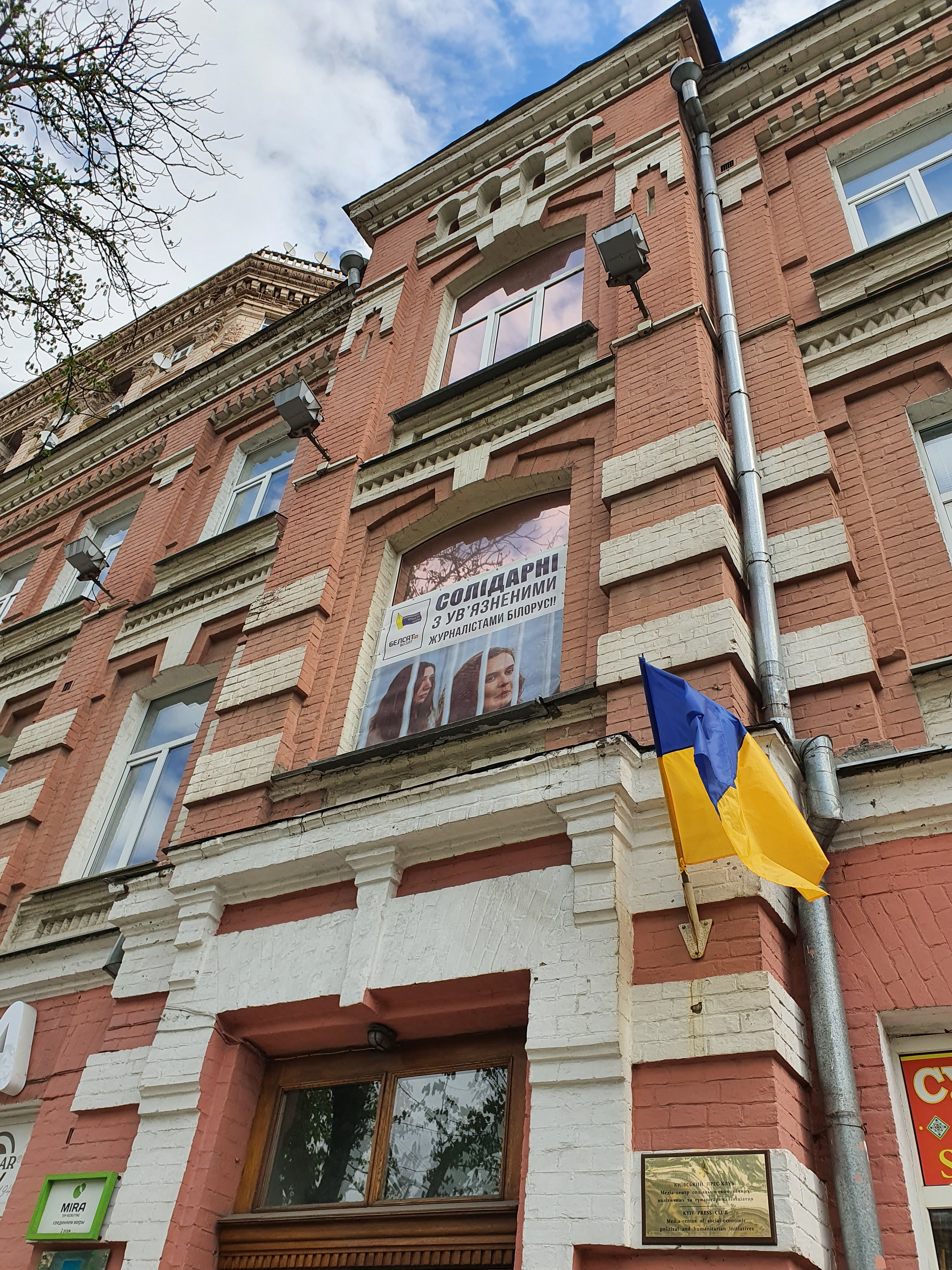
Київ, 5 травня 2021 року. Солідарність із затриманими журналістами телеканалу «Белсат» Катериною Андрєєвою та Дар'єю Чульцовою

4 лютого 2021 року шефство над політичною ув'язненою взяла Делара Бурхардт, депутатка Європейського парламенту. 8 лютого 2021 року посольство США в Білорусі виступило із заявою, в якій закликала звільнити Чульцову та Андрєєву. Після винесення вироку, 18 лютого 2021 року, президент Польщі Анджей Дуда закликав амністувати Чульцову і Андрєєву.
Відповідно до рішення Ради Європейського Союзу від 21 червня 2021 року Суддя Наталя Бугук була включена в «Чорний список ЄС» зокрема за «численні політично вмотивовані рішення щодо журналістів і протестуючих, винесення вироку Катерини Бахвалової (Андрєєвій) та Дарії Чульцової тощо» і порушення прав на захист і справедливий суд. Цим же рішенням під санкції потрапили помічник прокурора суду Фрунзенського району Мінська Аліна Касьянчік зокрема за притягнення до кримінальної відповідальності журналісток за «відеозапис мирних акцій протесту за безпідставними звинуваченнями в „змові“ і „порушенні громадського порядку“», старший слідчий суду Фрунзенського району Мінська Ігор Курилович зокрема за підготовку політично вмотивованої кримінальної справи проти журналісток, які зафіксували мирні акції протесту.

## Нагороди
- 10 грудня 2020 року білоруські правозахисники назвали її «Журналістом року»[16][17][18].
- 10 березня 2021 року Катерина була удостоєна нагороди імені Даріуша Фікуса[pl][19].
- 9 квітня 2021 року стала лауреаткою премії «Гонар журналістыкі» (укр. Честь журналістики) імені Олеся Ліпая[be][20].
- 7 червня 2021 року стала лауреаткою Премії «Axel-Springer-Preis[de]»[21].
- 10 червня 2021 року стала лауреаткою нагороди «За мужність у журналістиці»[simple][22].
- 29 липня 2021 року була обрана лауреаткою Премії «За свободу і майбутнє ЗМІ»[de][23][24].
- 15 жовтня 2021 року стала лауреаткою премії «Prix Europa[de]» в категорії «Європейський журналіст 2021 року»[25][26].

## Оцінки
«Міцні духом, впевнені у своїй правоті, підтримані друзями, колегами і зовсім незнайомими людьми — такими увійдуть до підручників Катя і Даша», — написала Оксана Колб, головний редактор «Новага Часу», напередодні винесення вироку Катерині Андрєєвій та Дар'ї Чульцовій.

## Особисте життя
З майбутнім чоловіком журналістом Ігорем Ільяшом познайомилася в 2015 році, через рік вони одружилися.